# Holiday (Volkova Sisters-album)
A Holiday a Volkova Sisters zenekar harmadik középlemeze. 2015-ben jelent meg.
A Holiday című számhoz készült egy videóklip is VHS kamerával, Rádóczy Bálint rendezésével.

## Számlista
| 1.                     | Holiday   | 3:59 |
| 2.                     | Sharp     | 3:17 |
| 3.                     | White God | 3:05 |
| 4.                     | Opening   | 5:00 |
| Teljes játékidő: 15:21 |           |      |

## Videóklipek
| Év   | Videó   | Készítették      |
| ---- | ------- | ---------------- |
| 2015 | Holiday | - Rádóczy Bálint |

## Külső hivatkozások
- Bandcamp
- Hivatalos honlap
- Interjú a phenomenon.hu oldalon
- http://urbanplayer.hu/zene/volkova-sisters-holiday/